# Кубок Европы по лёгкой атлетике в помещении 2006
3-й Кубок Европы по лёгкой атлетике в помещении прошёл 5 марта 2006 года на арене Стад-Кувер во французском Льевене. Участники боролись за командную победу среди мужчин и женщин.
Состав участвующих сборных был сформирован по итогам летнего Кубка Европы 2005 года. Приглашение получили первые шесть команд Суперлиги среди мужчин и женщин, а также по две лучшие страны из Первой лиги. От участия отказалась женская сборная Великобритании, чьё место было отдано Испании.
Соревнования прошли в один день, всего было проведено 10 мужских и 9 женских дисциплин.

## Командное первенство
Мужская сборная Франции и женская сборная России защитили звание обладателей Кубка Европы.
| Место | Команда   | Очки |
| ----- | --------- | ---- |
| 1     | Франция   | 59   |
| 2     | Германия  | 54   |
| 3     | Испания   | 50   |
| 4     | Польша    | 50   |
| 5     | Украина   | 47   |
| 6     | Россия    | 41   |
| 7     | Италия    | 38   |
| 8     | Финляндия | 27   |

| Место | Команда  | Очки |
| ----- | -------- | ---- |
| 1     | Россия   | 69   |
| 2     | Польша   | 53   |
| 3     | Румыния  | 46   |
| 4     | Франция  | 41   |
| 5     | Германия | 38   |
| 6     | Испания  | 32   |
| 7     | Украина  | 29   |
| 8     | Швеция   | 22   |

## Сильнейшие в отдельных видах
Сокращения: WR — мировой рекорд | ER — рекорд Европы | NR — национальный рекорд | CR — рекорд соревнований

### Мужчины
| Дисциплина                 | 1-е место                                                              | 1-е место  | 2-е место                                                          | 2-е место | 3-е место                                                               | 3-е место |
| -------------------------- | ---------------------------------------------------------------------- | ---------- | ------------------------------------------------------------------ | --------- | ----------------------------------------------------------------------- | --------- |
| 60 м                       | Рональд Поньон Франция                                                 | 6,65       | Анатолий Довгаль Украина                                           | 6,70      | Дариуш Куць Польша                                                      | 6,73      |
| 400 м                      | Данель Домбровский Польша                                              | 46,62      | Рувен Фаллер Германия                                              | 46,89     | Алексей Рачковский Украина                                              | 47,01     |
| 800 м                      | Хуан де Диос Хурадо Испания                                            | 1.49,50    | Маурицио Боббато Италия                                            | 1.50,05   | Рене Хермс Германия                                                     | 1.50,06   |
| 1500 м                     | Серхио Гальярдо Испания                                                | 3.49,77    | Гийом Эро Франция                                                  | 3.50,66   | Василий Цикало Украина                                                  | 3.50,74   |
| 3000 м                     | Ян Фичен Германия                                                      | 7.58,08    | Бадреддин Зиойни Франция                                           | 8.03,63   | Франсиско Хавьер Алвес Испания                                          | 8.04,78   |
| 60 м с барьерами           | Ладжи Дукуре Франция                                                   | 7,62 CR    | Майк Феннер Германия                                               | 7,69      | Олли Талси Финляндия                                                    | 7,74      |
| Эстафета 800+600+400+200 м | Россия · Юрий Колдин · Дмитрий Богданов · Александр Усов · Иван Теплых | 4.15,93    | Франция · Ромен Макин · Кевин Откёр · Брис Панель · Идрисса М’Барк | 4.16,20   | Германия · Мориц Вальдман · Штеффен Ко · Флориан Зайц · Себастьян Эрнст | 4.17,39   |
| Прыжок в высоту            | Иван Ухов Россия                                                       | 2,26 м     | Андреа Беттинелли Италия                                           | 2,26 м    | Хавьер Бермехо Испания                                                  | 2,26 м    |
| Прыжок в длину             | Алексей Лукашевич Украина                                              | 7,88 м     | Салим Сдири Франция                                                | 7,85 м    | Петер Рапп Германия                                                     | 7,82 м    |
| Толкание ядра              | Томаш Маевский Польша                                                  | 20,60 м CR | Ральф Бартельс Германия                                            | 20,59 м   | Мануэль Мартинес Испания                                                | 20,09 м   |

### Женщины
| Дисциплина                 | 1-е место                                                                    | 1-е место | 2-е место                                                                  | 2-е место | 3-е место                                                                       | 3-е место |
| -------------------------- | ---------------------------------------------------------------------------- | --------- | -------------------------------------------------------------------------- | --------- | ------------------------------------------------------------------------------- | --------- |
| 60 м                       | Кристина Аррон Франция                                                       | 7,16 CR   | Ольга Халандырёва Россия                                                   | 7,29      | Анджела Морошану Румыния                                                        | 7,32      |
| 400 м                      | Татьяна Вешкурова Россия                                                     | 51,67     | Моника Бейнар Польша                                                       | 52,45     | Клаудия Хоффман Германия                                                        | 52,69     |
| 800 м                      | Мария Чонкан Румыния                                                         | 2.02,21   | Эвелина Сентовская Польша                                                  | 2.02,58   | Светлана Черкасова Россия                                                       | 2.02,78   |
| 1500 м                     | Ольга Комягина Россия                                                        | 4.10,23   | Анна Якубчак Польша                                                        | 4.13,23   | Наталья Тобиас Украина                                                          | 4.15,39   |
| 3000 м                     | Екатерина Волкова Россия                                                     | 8.59,70   | Антье Мёльднер Германия                                                    | 9.01,07   | Татьяна Головченко Украина                                                      | 9.04,88   |
| 60 м с барьерами           | Сюзанна Каллур Швеция                                                        | 7,95      | Глори Алози Испания                                                        | 7,99      | Аурелия Трывяньская Польша                                                      | 8,00      |
| Эстафета 800+600+400+200 м | Россия · Ирина Вашенцева · Мария Дряхлова · Татьяна Фирова · Наталья Иванова | 4.47,48   | Румыния · Михаэла Някшу · Юльяна Попеску · Анджела Морошану · Ионела Тырля | 4.49,96   | Польша · Лидия Хоецкая · Малгожата Пскит · Марта Хруст-Рожей · Гражина Прокопек | 4.50,96   |
| Прыжок с шестом            | Анна Роговская Польша                                                        | 4,80 м CR | Татьяна Полнова Россия                                                     | 4,50 м    | Мартина Штруц Германия                                                          | 4,40 м    |
| Тройной прыжок             | Оксана Рогова Россия                                                         | 14,08 м   | Марьяна Соломон Румыния                                                    | 14,04 м   | Тереза Нзола Франция                                                            | 13,97 м   |